# В ожидании любви
«В ожидании любви» (пол. Mała wielka miłość) — польско-американский мелодраматический фильм телекомпании «Telewizja Polska» 2008 года.

## Сюжет
Однажды американец по имени Йен узнаёт, что его давняя подруга Йоанна беременна. Всё бы ничего, если бы она не жила в далёкой и неизвестной Йену Польше. Парень собирается в путь. Помочь ему решается его старый приятель Стив. Увлекательные приключения уже ждут героев фильма.

## В ролях
- Джошуа Леонард — Йен Эверсон
- Агнешка Гроховска — Йоанна Малчак
- Николай Грабовски — Богдан, отец Йоанны
- Агнешка Пилашевска — Альдона, мать Йоанны
- Майкл Мэннис — Стив
- Марчин Босак — Марсель
- Роберт Форстер — Джордж Паттен
- Ольга Кузьмина — Джуэнита
- Анна Гужик — Марианна
- Михал Журавски — охранник отеля
- Пётр Махалица — гинеколог
- Рафаль Рутковски — сотрудник банка
- Наталья Рыбицкая — девушка с цветком